# 柳家さん吉
柳家 さん吉（やなぎや さんきち、1938年〈昭和13年〉1月18日 - 2022年〈令和4年〉2月15日）は、落語協会に所属していた落語家。新潟県中蒲原郡村松町（現・五泉市）出身。本名∶榑井 昌夫（くれい まさお）。

## 経歴
新潟県立村松高等学校卒業後1957年6月に五代目柳家小さんに入門、柳家小二三を名乗り内弟子修行。
1960年11月に二ツ目昇進し、柳家小三郎に改名。1962年、さん吉に改名。（※一部の資料で-1963年改名となっている）
1973年3月、三升家勝彌、橘家圓平、三遊亭さん生、三代目吉原朝馬、柳家小のぶ、柳家かゑる、三升家勝二、桂小益、林家枝二、さん吉の十人で真打昇進。
サウナで倒れ全身火傷を負ってしまい、闘病・リハビリをしていた。
2022年2月15日午前10時、心不全のため東京都内の病院で死去。84歳没。訃報は死去から4日後の2月19日に落語協会から発表された。

## 芸歴
- 1957年∶五代目柳家小さんに入門、前座名「小二三」。
- 1960年∶二ツ目昇進、「小三郎」と改名。
- 1962年∶「さん吉」と改名。
- 1973年∶真打昇進。

## 人物
1969年4月から1970年6月まで『笑点』の大喜利メンバーを務め、その後は『アフタヌーンショー』（NET系）、『サントリー出前寄席』（文化放送）、『お助け同心が行く!』（テレビ東京、1993年4月期に放送）でもレギュラーを務めた。
一方で寄席でも落語を演じることは少なかった。『笑点』出演時代から大の写真好きとして知られていた。
次男は映画評論家のくれい響。